# Aliaksandr Bachko
Aliaksandr Bachko, biał. Аляксандр Бачко (ur. 15 sierpnia 1989) – białoruski piłkarz ręczny, rozgrywający, od 2020 zawodnik Azotów-Puławy.